# Дамагет Родоський

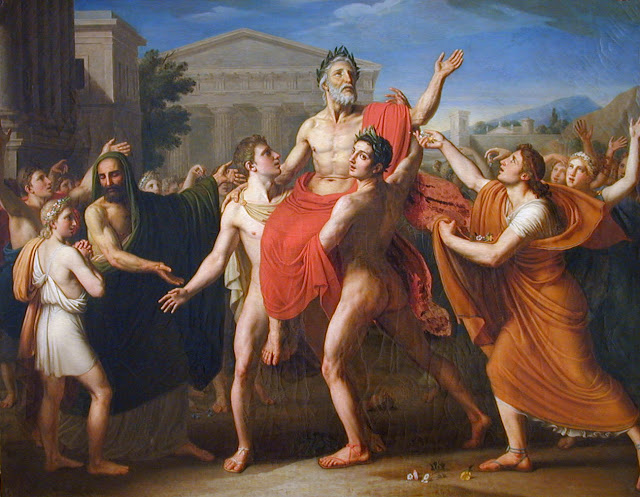

Дамагет Родоський (*Δαμάγητος ο Ρόδιος, д/н —після 448 до н. е.) — давньогрецький атлет, майстер панкратіону, переможець Олімпійських ігор.

## Життєпис
Походив зі знатного роду Ератідів. Народився на о.Родос. Другий син відомого атлета-олімпіоніка Діагора. Останній навчав Дамагета разом з його братами Акусілаєм та Доріеєм. Обрав для себе панкратіон. Про його перші виступи невідомо.
Ставав переможцем на 82 (452 рік до н. е.) і 83 (448 рік до н. е.) Олімпійських іграх. У 448 році до н. е. оголошений олімпіоніком разом зі старшим братом Акусілаєм (переможцем у кулачному боксі), з яким підняли батька на плечі й пронесли стадіоном. На честь перемог Дамагету зведено статуї в Олімпії.
Про подальшу долю Дамагета достеменно невідомо. Ймовірно разом з молодшим братом Доріеєм був прихильником Спарти в Пелопонеській війні. Втім про діяльність Дамагета в цей час невідомо.